# Osmia tunensis
Osmia tunensis är en biart som först beskrevs av Fabricius 1787.  Osmia tunensis ingår i släktet murarbin, och familjen buksamlarbin. Inga underarter finns listade i Catalogue of Life.